# Hilaire Marin Rouelle
Hilaire Marin Rouelle (Mathieu (Calvados), 15 de febrer del 1718 - París, 7 d'abril de 1779 fou un químic francès famós per haver aïllat per primera vegada la urea de l'orina. Se'l coneixia com a Rouelle el Jove per distingir-lo del seu germà major, també químic, Guillaume François Rouelle, anomenat Rouelle el Vell.

## Biografia
Hilaire Marin va seguir els passos del seu germà gran i estudià farmàcia. Exercí d'ajudant del seu germà i el substituí quan es retirà com a professor al Jardí Reial de les Plantes Medicinals l'any 1768. Fou un excel·lent professor i formà químics de renom d'arreu d'Europa com els francesos Joseph Louis Proust, Pierre François Chavaneau o l'espanyol Fausto de Elhúyar.

## Obra
Com va fer el seu germà, introduí idees noves en la química del segle xviii i preparà el camp per a la química moderna. S'especialitzà a aïllar i analitzar composts químics en els fluids dels vertebrats i descobrí la presència de clorur de calci, CaCl₂, i de clorur de sodi, NaCl, dins de la sang. L'any 1773 va fer el descobriment més important, aïllà la urea, tant de l'orina humana, com de les de la vaca i del cavall, essent el primer metabòlit animal aïllat en forma cristal·lina. Aquest descobriment fou un primer cop a la teoria del vitalisme, que postulava que les substàncies presents en els éssers vius no procedien dels composts químics ordinaris i calia una "força vital" per sintetitzar-los. La síntesi de la urea l'any 1828 pel químic alemany Friedrich Wöhler a partir de reactius inorgànics confirmà la invalidesa de la teoria del vitalisme.

### Obres
- Observations sur l'urine humaine, & sur celles de vache & de cheval, comparées ensemble; par M. Rouelle, démonstrateur en chimie au Jardin Royal des Plantes, Extrait du journal de médecine, chirurgie, pharmacie, &c. Par M. A. Roux. Novembre 1773.